# Narayane Marimuthu
Narayane Marimuthu (né le 7 juillet 1928 à Pondichery) est un homme d’État indien. Membre du parti Congrès National Indien, il a été élu en 1990 puis en 1991 en tant que MLA à l'Ossudu Assembly Election de Pondichéry.
Il commence son engagement pour la politique dès sa jeunesse, issu d'une famille de classe très moyenne.
Marimuthu est nommé MLA en chef d'Ossudu à l’élection de l'assemblée de Pondichéry en 1990 pour la première fois . 
Il effectue deux mandats, en ayant le support de plusieurs milliers de Pondichériens, il est facilement reconduit pour un second mandat en 1991, ce qui fait de lui le premier MLA du Indian National Congress à remporter deux mandats consécutifs à la majorité absolue, avec un record atteignant presque 7300 votes (record qui reste invaincu aujourd'hui). 
Cependant, il perd son poste de MLA à l’élection suivante, en 1996 opposant à V. Nagarathinam qui est soupçonné d'avoir acheter plusieurs votes.